# پوینت پیتر (آرکانزاس)
پوینت پیتر (به انگلیسی: Point Peter) یک منطقهٔ مسکونی در ایالات متحده آمریکا است که در شهرستان سیرسی، آرکانزاس واقع شده‌است. پوینت پیتر ۲۱۷٫۰۲ متر بالاتر از سطح دریا واقع شده‌است.